# Charles Barette
Charles Barette était un arbitre belge de football qui officia de 1908 à 1924. Il présida la Royale Union Saint-Gilloise de 1898 à 1908.

## Carrière
Il a officié dans des compétitions majeures :
- JO 1920 (2 matchs)
- JO 1924 (1 match)